# 金子岩三
金子 岩三（かねこ いわぞう、1907年〈明治40年〉2月20日 - 1986年〈昭和61年〉12月27日）は、日本の政治家。衆議院議員（9期）、科学技術庁長官、農林水産大臣、長崎県議会議長などを歴任。勲一等旭日大綬章受章（1984年）。長崎県知事や農林水産大臣を務めた金子原二郎は次男。鈴木善幸元首相と並んで、自由民主党の代表的な水産族議員として知られた。がんちゃんの愛称で知られる。

## 来歴・人物
長崎県北松浦郡生月村（現・平戸市）に、旅館経営・田中仙蔵の三男として生まれる。その後海産物仲買業・金子源作に見込まれ、10歳の時に金子家の養子となる。1923年生月村山田実業補習学校を卒業後、家業に従事する。1942年生月村議、1947年長崎県議、1955年同県議会議長を経て、1958年1月に西岡竹次郎知事死去に伴う長崎県知事選に出馬するが佐藤勝也に敗れて落選。同年5月の第28回衆議院議員総選挙に旧長崎2区から立候補し、当選した（当選同期に竹下登・金丸信・安倍晋太郎・斎藤邦吉・倉成正・谷川和穂など）。以後当選9回。派閥は宏池会（池田勇人→前尾繁三郎→大平正芳→鈴木善幸派）に所属した。
1959年、李承晩ラインにより、東シナ海上で韓国警備艇による日本漁船の拿捕活動が激化したことに抗議するため、民間自衛船を手配・帯同させ、ライン周辺海域での操業を敢行した。以後自衛船の金子として広く知られるようになる。
自治・運輸各政務次官、自民党副幹事長などを経て、1978年第1次大平内閣にて科学技術庁長官として初入閣する。在任中は財政再建ムードの中でお蔵入りがささやかれていたつくば科学万博の開催実現に尽力するとともに、放射線漏れ事故で修理に迫られていた原子力船むつを佐世保重工業で修理させるために、坪内寿夫や地元政財界を交えた根回しを行った。
1982年、第1次中曽根内閣にて農林水産大臣に就任する。長らく懸案となっていた諫早湾干拓事業について、金子は事業の全廃を目指していたが、農水省内の主に構造改善局筋による猛烈な巻き返しにより、結局規模縮小の上防災事業として存続させることとなった。また、在任中鈴木前首相の暗黙の諒解の下、松浦昭水産庁長官（後に衆議院議員）を農水事務次官に据えようとしたが、渡辺五郎食糧庁長官を推していた省内事務方の抵抗を招き、自民党農林族議員の圧力も加わり断念せざるをえなかった。1983年、地盤を二男・原二郎に譲り政界を引退する。
1986年12月27日、心不全により死去。享年79。